# Ступник (заказник)
Сту́пник — гідрологічний заказник місцевого значення в Україні. Розташований у межах Ніжинського району Чернігівської області, між селами Голінка (Дмитрівська громада) та Григорівка (Бахмацька міська громада).
Площа 137 га. Статус присвоєно згідно з рішенням Чернігівського облвиконкому від 14.05.1979 року. Перебуває у віданні Голінської сільської ради.
Охороняється низинне болото, де зростають очеретяні та осоково-великолепешнякові рослинні угруповання. Заказник має важливе значення як акумулятор поверхневих і ґрунтових вод та регулятор гідрологічного режиму прилеглих територій, а також місцем нересту прісноводних видів риб та зупинок перелітних птахів.